# Тарханское сельское поселение
Тарханское се́льское поселе́ние — муниципальное образование в Батыревском районе Чувашии Российской Федерации.
Административный центр — село Тарханы.

## История
Статус и границы сельского поселения установлены Законом Чувашской Республики от 24 ноября 2004 года № 37 «Об установлении границ муниципальных образований Чувашской Республики и наделении их статусом городского, сельского поселения, муниципального района и городского округа».

## Население
| 2010  | 2012  | 2013  | 2014  | 2015  | 2016  | 2017  |
| ----- | ----- | ----- | ----- | ----- | ----- | ----- |
| 1934  | ↘1874 | ↘1798 | ↘1721 | ↘1661 | ↘1649 | ↘1622 |
| 2018  | 2019  | 2020  | 2021  |       |       |       |
| ↘1600 | ↘1570 | ↘1516 | ↘1490 |       |       |       |

## Состав сельского поселения
| № | Населённый пункт  | Тип населённого пункта       | Население |
| - | ----------------- | ---------------------------- | --------- |
| 1 | Абамза            | деревня                      | ↗546      |
| 2 | Верхнее Турмышево | деревня                      | ↗295      |
| 3 | Тарханы           | село, административный центр | ↘824      |
| 4 | Хурама-Твар       | посёлок                      | ↗127      |